# Jane Widdop
Jane Widdop (23 april 2002) is een Amerikaans acteur. Het is onder andere bekend van de rol als Laura Lee in de televisieserie Yellowjackets.

## Biografie
Widdop werd geboren in Tennessee en ging vanaf jonge leeftijd naar de Episcopaalse Kerk.  Het identificeert zichzelf als non-binair.
In 2016 had Widdop een terugkerende rol als Lily Padgett in de Amazon Prime Video tiener sitcom The Kicks. Het was datzelfde jaar te zien in de ABC televisieserie Making Moves als het personage Kit. Widdop verscheen ook in televisieseries als Speechless, Fresh Off the Boat en 2 Broke Girls.
Widdops eerste grotere rol was die van Laura Lee in de televisieserie Yellowjackets. Na deze rol werd het gecast in de horror komediefilm It's a Wonderful Knife. Eveneens datzelfde jaar was Widdop te zien in Truth to be Told van Octavia Spencer.

## Filmografie

### Films
| Jaar | Titel                     | Rol               |
| ---- | ------------------------- | ----------------- |
| 2016 | Jessica Darling's It List | Hope              |
| 2020 | Deadly Daughter Switch    | Breanne           |
| 2020 | Angie: Lost Girls         | Angie Morgan      |
| 2023 | It's a Wonderful Knife    | Winnie Carruthers |

### Televisieseries
| Jaar      | Titel               | Rol              | Extra   |
| --------- | ------------------- | ---------------- | ------- |
| 2011      | 2 Broke Girls       | Jonge blondine   | 1 afl.  |
| 2015      | Murder in the First | Steffi McCormack | 1 afl.  |
| 2016      | Making Moves        | Kit              | 5 afl.  |
| 2016      | The Kicks           | Lily Padgett     | 6 afl.  |
| 2017      | Speechless          | Meisje           | 1 afl.  |
| 2018      | Fresh Off the Boat  | Karen            | 1 afl.  |
| 2021–2023 | Yellowjackets       | Laura Lee        | 12 afl. |
| 2023      | Truth Be Told       | Emily Mills      | 3 afl.  |